# Chris Harrison
Ej att förväxla med Chris Harris.

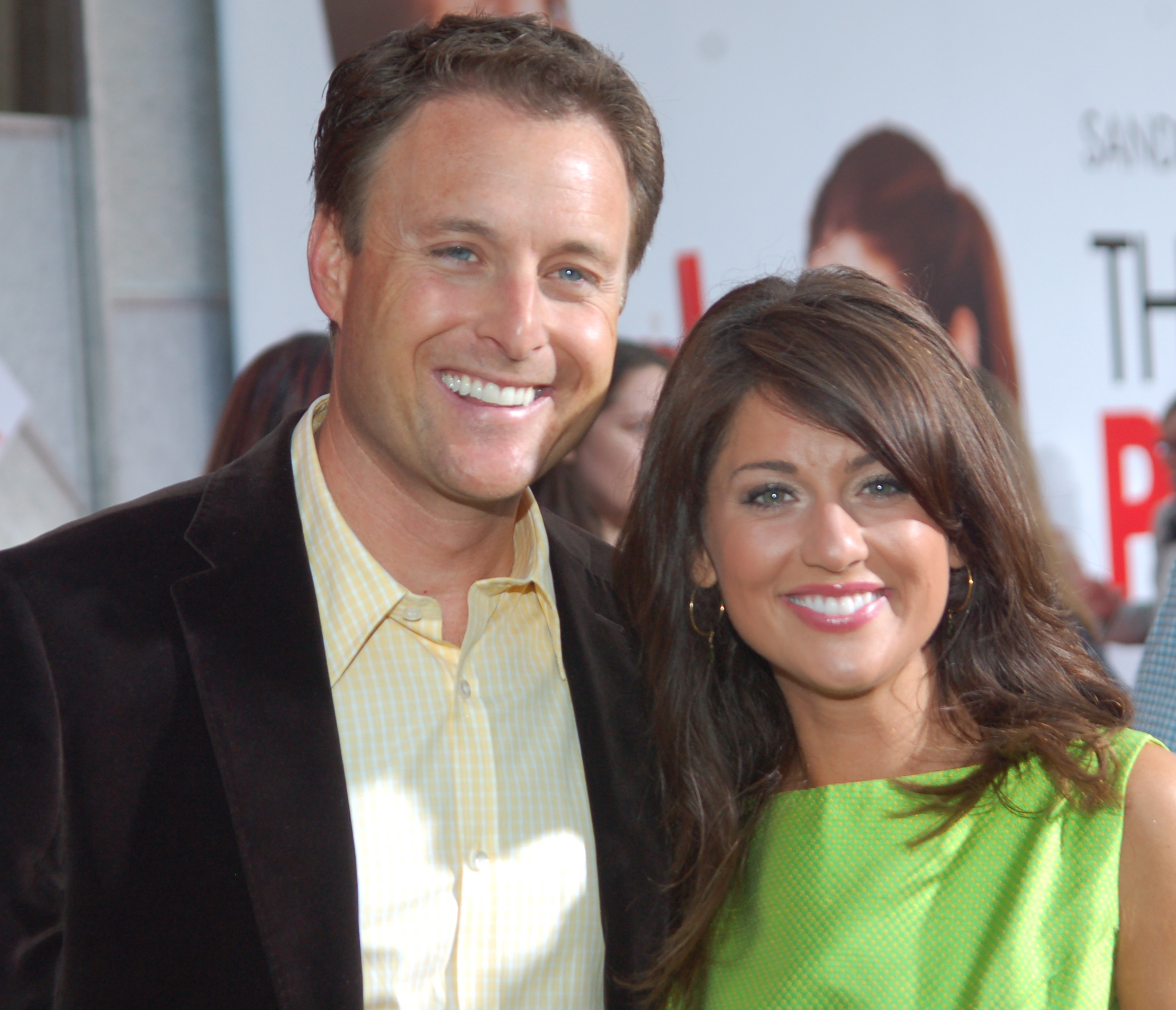
Chris Harrison och Jillian Harris 2009.

Christopher Bryan "Chris" Harrison, född 26 juli 1971 i Dallas, Texas, är en amerikansk TV-programledare. Harrison är mest känd för att ha varit programledare för Bachelor sedan 2002 och för The Bachelorette sedan 2003.
Harrison har varit programledare för Miss America 2005, 2011, 2012 och 2013, sedan 2011 tillsammans med Brooke Burke.